# Hypotacha ochribasalis
Hypotacha ochribasalis là một loài bướm đêm trong họ Erebidae.